# Liste der Skigebiete in Kanada
| Name                     | Orte im Gebiet             | Provinz          | Seehöhe in m | Liftanlagen1 | Pisten in km | Weblink                   |
| ------------------------ | -------------------------- | ---------------- | ------------ | ------------ | ------------ | ------------------------- |
| Big White                | Big White Mountain Village | British Columbia | 1508–2285    | 1/9/1        | 101          | www.bigwhite.com          |
| Lake Louise              | –                          | Alberta          | 1646–2537    | 1/6/73       | 80           | www.skilouise.com         |
| Nakiska                  | –                          | Alberta          | 1525–2260    | 0/4/2        | ?            | www.skinakiska.com        |
| Panorama Mountain Resort | Panorama Mountain Village  | British Columbia | 1155–2375    | 1/5/3        | ?            | www.panoramaresort.com    |
| Sunpeaks                 | Sun Peaks Resort           | British Columbia | 1210–2080    | 0/5/4        | 116          | www.sunpeaksresort.com    |
| Sunshine Village         | –                          | Alberta          | 1660–2690    | 1/9/0        | 88           | www.skibanff.com          |
| Whistler-Blackcomb       | Whistler Village           | British Columbia | 653–2284     | 3/19/4       | 231          | www.whistlerblackcomb.com |

1Gondeln/Sessellifte/Schlepplifte